# Mættet fedt
 For alternative betydninger, se Fedt (flertydig).
Mættet fedt er triglycerider, som er sammensat af tre mættede fedtsyrer og et glycerolmolekyle. En fedtsyre er en carbonkæde på 12 til 22 carbonatomer. I de mættede fedtsyrer er der ingen dobbeltbindinger mellem carbonatomerne, som der ellers er i umættede fedtsyrer - derfor kaldes det mættede fedtsyrer, da kæden er fuldt mættet med hydrogenatomer på hver side af carbon.
Der er mange naturlige former for mættede fedtsyrer, der optræder naturligt, som hovedsageligt varierer i antallet af carbonatomer, fra fire carboner (butansyre) til 36 (hexatriacontanosyre). Alle naturlige fedtsyrer har et lige antal carbonatomer, hvorimod fedtsyre med et ulige antal carbonatomer er kunstigt fremstillet.
Forskellige typer fedt indeholder forskellige sammensætninger af mættet og umættet fedt. Eksempler på madvarer, der indeholder store dele mættet fedt tæller bl.a. animalsk fedt, fløde, ost, smør og ghee samt flomme, talg, svinefedt og fedtholdigt kød. Derudover er der også store mængder mættet fedt i visse planteprodukter som kokosolie, bomuldsfrøolie, palmekerneolie, chokolade og mange typer forarbejdede fødevarer.
| Kemi | Spire Denne artikel om kemi er en spire som bør udbygges. Du er velkommen til at hjælpe Wikipedia ved at udvide den. |